# Halid Kajtaz
Halid Kajtaz (Sarajevo, 1925. – 1949.), bosanskohercegovački muslimanski aktivist. Rođen u Sarajevu, u kojem je završio šerijatsku gimnaziju i Višu pedagošku školu. Zaposlio se u Gazi Husrev-begovoj medresi gdje je bio odgojitelj i nastavnik. Uhićen 10. travnja ili 11. travnja 1949. Procesuiran s ostatkom velike skupine Mladih muslimana 1949. godine. Mučen tijekom istrage. Osuđen na smrt strijeljanjem, konfiskaciju imovine i trajni gubitak časnih prava.